# Taha El-Sayed
Taha El-Sayed – egipski piłkarz grający na pozycji pomocnika. W swojej karierze rozegrał 2 mecze w reprezentacji Egiptu.

## Kariera klubowa
Do 1990 roku El-Sayed grał w klubie El Mokawloon SC. W sezonie 1989/1990 zdobył z nim Puchar Egiptu. W 1990 roku przeszedł do Ghazl El-Mehalla i jego zawodnikiem był do 1996 roku.

## Kariera reprezentacyjna
W reprezentacji Egiptu El-Sayed zadebiutował 3 marca 1990 w przegranym 1:3 grupowym meczu Pucharu Narodów Afryki 1990 z Wybrzeżem Kości Słoniowej (1:3), rozegranym w Algierze. W tym pucharze zagrał również w innym grupowym meczu, z Nigerią (0:1). Były to zarazem jego jedyne mecze rozegrane w kadrze narodowej.